# Драшко Аџић
 Драшко Аџић (Београд, 1979) српски је композитор.

## Живот и стваралаштво
Драшко Аџић студирао и дипломирао на ФМУ у Београду, на Катедри за оркестрацију и композицију у класи коју је водила проф. Исидора Жебељан. На истом факултету тренутно ради  као асистент и похађа докторске студије. Наступа и као пијаниста, певач и диригент али и као позоришни извођач, интерпретирајући своја, и дела других композитора. Компонује за филм, телевизију и позориште. Његова дела се изводила су се и на светским фестивалима и позорницама земаља као што су Холандија, Белгија, Аустрија, Чешка, Јерменија,Малта, Хрватска, Македонија, Велика Британија, Канада, Босна и Херцеговина и Србија.
Представљао је Србију међу осталим уметницима на 13. Прашком квадренијалу, 2015. године, а 2019. је ангажован као ментор студентске селекције.

## Учешће на фестивалима
- ФЕСТ
- Стеријино позорје
- Битеф
- MESS
- Cinema City
- Maifestspiele Wiesbaden[1]
- Gaudeamus Music Week
- ISA Festival
- Muzički Biennale Zagreb
- Bemus

## Награде
- Стеријина награда за оригиналну сценску музику - за представу Радници умиру певајући - 2012.